# Callipteris pactilis
Callipteris pactilis là một loài thực vật có mạch trong họ Woodsiaceae. Loài này được (Lellinger) L. Pacheco & R.C. Moran miêu tả khoa học đầu tiên năm 1999.